# Eivind Henriksen
Eivind Prestegård Henriksen (* 14. září 1990 Oslo) je norský atlet. Soutěží ve vrhačských disciplínách, především hodu kladivem, v němž je držitelem národního rekordu 81,58 m. Jeho osobní rekord v hodu diskem je 53,41 m, v hodu břemenem 20,05 m a ve vrhu koulí 15,47 m. Je členem klubu Idrettsklubben Tjalve v Oslu.
Reprezentuje Norsko od roku 2007, kdy byl devátý na světovém šampionátu juniorů v Ostravě. Na mistrovství Evropy juniorů v atletice 2009 obsadil čtvrté místo. O rok později získal první ze svých třinácti titulů seniorského mistra Norska v hodu kladivem. Roku 2011 poprvé překonal norský kladivářský rekord. V následujícím roce debutoval na olympiádě a obsadil 24. místo. Jako student Norges idrettshøgskole se roku 2015 zúčastnil Univerziády a skončil ve finále kladivářů šestý. Na mistrovství Evropy v atletice 2018 byl pátý a na mistrovství světa v atletice 2019 obsadil šesté místo. Životního úspěchu dosáhl na Letních olympijských hrách 2020, kde skončil druhý za Wojciechem Nowickim z Polska. Příslušnost ke světové špičce potvrdil na mistrovství světa v atletice 2022, když hodil 77,06 m a obsadil třetí příčku. Na mistrovství Evropy v atletice 2022 vybojoval výkonem 79,45 m bronzovou medaili. Obhajoba olympijského stříbra na pařížských hrách v roce 2024 se mu nezdařila – skončil čtvrtý, když na třetího Ukrajince Mychajla Kochana ztrácel 21 cm.